# Bièvre
Bièvre (en való Bive) és un municipi belga de la província de Namur a la regió valona. Comprèn les localitats de Baillamont, Bellefontaine, Cornimont, Graide, Gros-Fays, Monceau-en-Ardenne, Naomé, Oizy i Petit-Fays. L'1 de gener del 2024 tenia 3.468 habitants.